# Underdogs

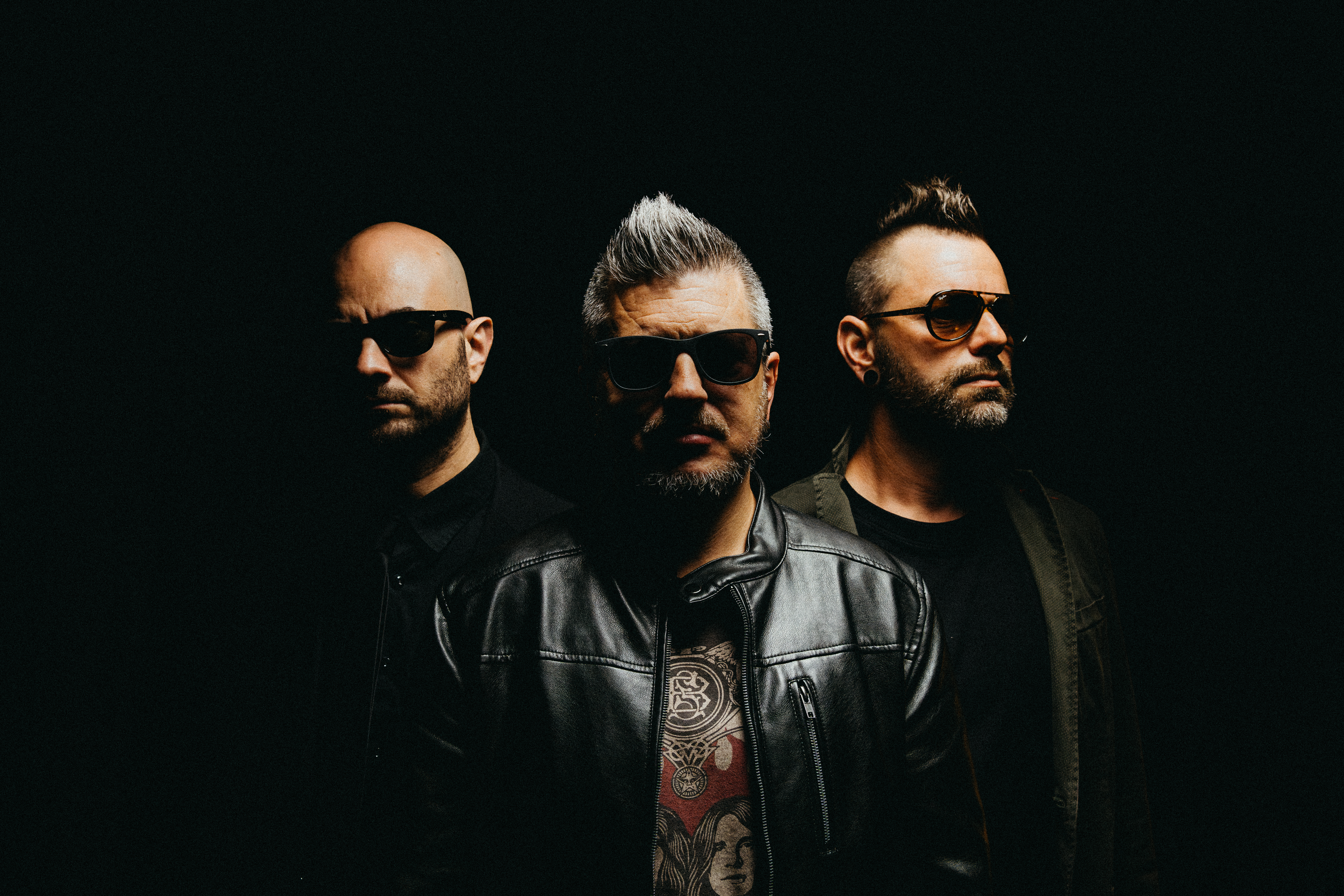
Underdogs 2024

Gli Underdogs sono un gruppo musicale stoner rock italiano, proveniente da San Donà di Piave in provincia di Venezia.

## Storia
Power trio heavy stoner formatosi a fine 2004 in provincia di Venezia, dal bassista cantante Simone Vian, il chitarrista Michele Fontanarosa ed il batterista Marco Brunello. Successivamente Brunello verrà sostituito prima da Sandro Vazzoler e poi da Alberto Trevisan, in pianta stabile dal 2011.
Il sound degli esordi è fortemente legato ai maestri Kyuss, QOTSA, Nebula e Black Sabbath; negli anni successivi evolve in modo personale con innesti grunge e hardcore.
Nel 2007 pubblicano il CD d’esordio Ready To Burn per Go Down Records, label con la quale pubblicheranno anche i successivi lavori: Revolution Love (2011) e l’omonimo Underdogs (2014).
Tra il 2012 e il 2014 il trio si unisce temporaneamente al frontman Elvis Nine, della band stoner austriaca Solrize. L’occasione è quella di due tour europei a supporto dell’album Mano Cornuta, registrato da Scott Reeder (Kyuss, Unida, The Obsessed) in California e pubblicato dalla stessa Go Down Records. Questa formazione a 4 pubblica a nome Solrize l’EP Hellnation, che chiude l’estemporanea collaborazione. Poco dopo il trio UNDERDOGS interrompe tutte le attività tra il 2015 e il 2022, senza ufficializzare un vero e proprio scioglimento. 

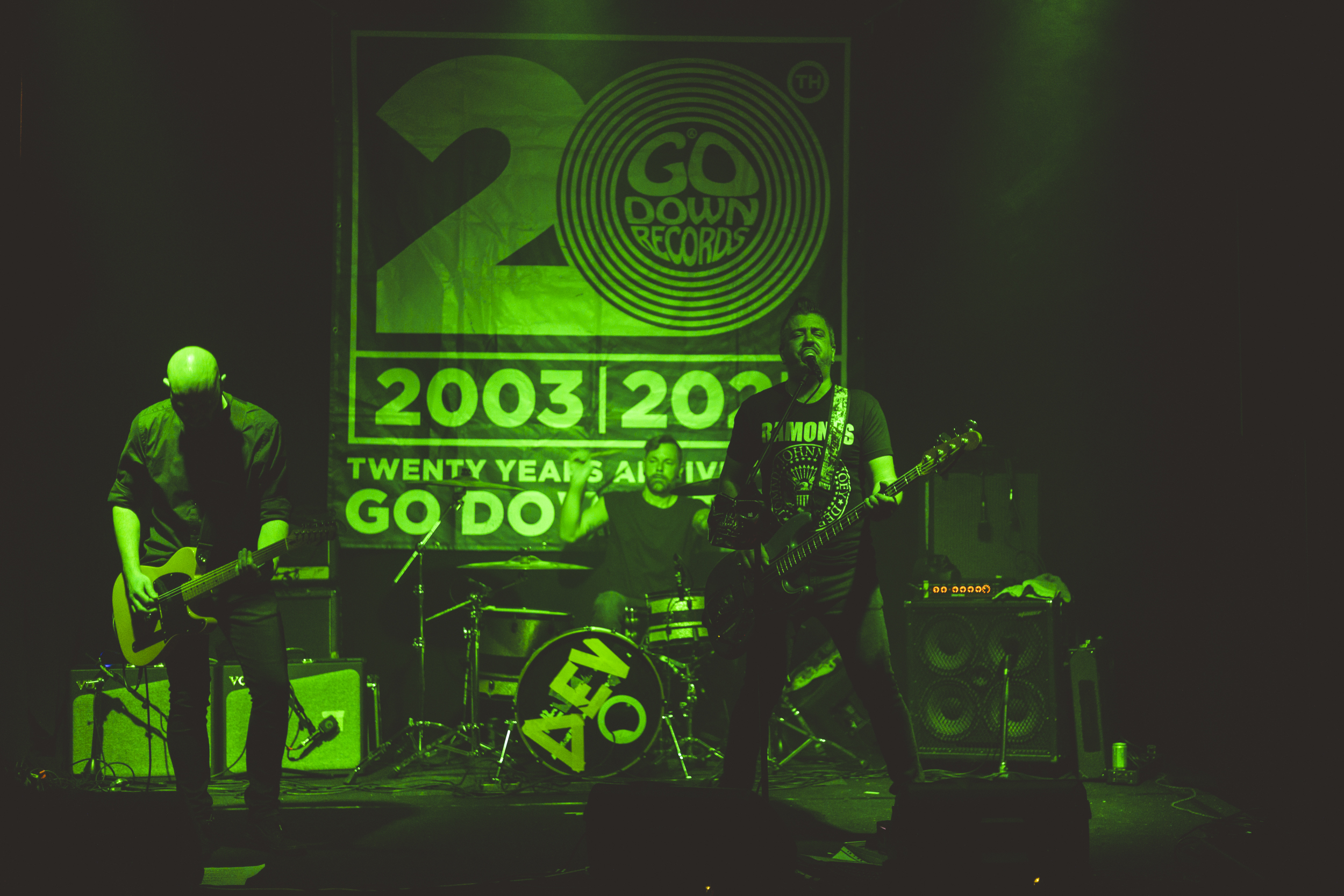
Underdogs live 2023

Nel 2023 la reunion e la pubblicazione del singolo Die Or Dance che rilancia anche l’attività live. Nel 2024 viene pubblicato Stonerland, canzone manifesto del genere, come antipasto del nuovo album NINE TIES, che uscirà su Go Down Records il 25 Ottobre 2024 e vede ospite Nick Oliveri (Kyuss, QueensOfTheStoneAge, MondoGenerator, TheDwarves) alla voce nel brano Knockin’on’hells door. Il disco si distingue per una rinnovata energia compositiva, accordature ribassate in C e chiari rimandi al rock&metal alternative degli anni novanta.
Nel corso degli anni la band ha girato l'Italia e l'Europa condividendo il palco con band come Planet of Zeus, Nick Oliveri, Colour Haze, The Answer, Brant Bjork, OjM, The Last Vegas, Black Rainbows, Josiah, Karma To Burn, Nebula e molti altri.

## Formazione

### Formazione attuale
- Simone Vian - basso e voce
- Michele Fontanarosa - chitarra
- Alberto Trevisan - batteria

### Ex componenti
- Marco Brunello - batteria (2005-2007).
- Sandro Vazzoler - batteria (2007-2011)

## Discografia

### Album in studio
- 2007 – Ready to Burn
- 2011 – Revolution Love
- 2014 – Underdogs
- 2024 - NINE TIES

### EP
- 2009 – Dogs without Plugs

## Videoclip
- 2009 – Wise Guys
- 2011 – Prove You Wrong
- 2023 - GREEN MACHINE of KYUSS performed by Nick Oliveri & Underdogs
- 2023 - Die or Dance
- 2024 - Stonerland
- 2024 - Knockin’On Hell’s Door (feat. Nick Oliveri of Mondo Generator, Kyuss, QOTSA)
- 2025 - Dogs Reunited